# Minamisanriku
Minamisanriku (Japans: 南三陸町, Minamisanriku-chō) is een gemeente in het district Motoyoshi in de Japanse prefectuur Miyagi. Op 1 januari 2011 had de gemeente 17.393 inwoners. De oppervlakte van de gemeente is 163,74 km².

## Zeebeving 2011
Bij de Sendai-zeebeving van 2011 werd Minamisanriku zwaar getroffen. Ongeveer de helft van de bevolking van de plaats is sinds de ramp vermist.
Steden:
Higashimatsushima · Ishinomaki · Iwanuma · Kakuda · Kesennuma · Kurihara · Natori · Ōsaki · Sendai (hoofdstad) · Shiogama · Shiroishi · Tagajō · Tome · Tomiya

Districten:
Igu · Kami · Katta · Kurokawa · Miyagi · Motoyoshi · Oshika · Watari · Toda · Shibata
Gemeenten per district